# Glipa subsinuata
Glipa subsinuata es una especie de coleóptero de la familia Mordellidae.

## Distribución geográfica
Habita en Guiana.